# Daniele Parente
Daniele Parente (Chieri, 14 giugno 1978) è un allenatore di pallacanestro ed ex cestista italiano,.

## Carriera

### Giocatore
Ha iniziato la carriera cestistica nelle giovanili della PGS Vasto. Successivamente è stato ceduto al Don Bosco Livorno (società dal 1999 denominata "Basket Livorno"), dove dopo le giovanili ha disputato 8 campionati tra Serie A e Serie A2.
Dopo le stagioni a Livorno, nel 2004-05 è passato alla Virtus Bologna in Legadue. Parente è stato uno dei playmaker della Caffè Maxim Bologna che ha conquistato la promozione in Serie A dopo i play off. L'anno successivo è ancora a Bologna, ma subisce un grave infortunio al tendine d'achille.
Parente rimane fermo oltre un anno e rientra solo nel marzo 2006 nella Scavolini Pesaro, che per il fallimento è costretta a ripartire dalla terza serie nazionale. Parente gioca solo qualche minuto nei play off che la Scavolini vince, ritornando in Legadue.
In seguito gioca a Brindisi e Pavia. Dal 2010-2011 è alla PMS Torino.
Il 13 agosto 2013 viene ufficializzato il suo passaggio a Treviso Basket, in Divisione Nazionale B.

### Allenatore
Nell'estate del 2014 diviene allenatore del settore giovanile della Pallacanestro Trapani, e nel 2017 vice allenatore di Ugo Ducarello. A seguito dell'esonero dello stesso Ducarello, avvenuto nel marzo 2018, assume la guida della prima squadra da capo allenatore, venendo confermato anche per le stagioni seguenti. A Marzo 2024 viene sollevato dall'incarico del Trapani Shark. 
In estate torna , stavolta come assistente di Luca Banchi, alla Virtus Bologna

## Palmarès

### Competizioni nazionali
- Supercoppa LNP: 1

Trapani Shark: 2023